# 蓬塔巴尔
蓬塔巴尔（法語：Pont-à-Bar，法語發音：[pɔ̃t‿a baʁ]，意为“巴爾河桥”）是法国大东部大区阿登省栋勒梅尼勒的一个小村庄。

## 地理
蓬塔巴尔位于D764公路（从梅济耶尔到色当的旧公路）与阿登运河畔，靠近巴爾河与默兹河的汇流处。
蓬塔巴尔的时区为UTC+01:00、UTC+02:00（夏令时）。

## 行政
蓬塔巴尔的邮政编码为08160。